# Eulers kriterium
Eulers kriterium kallas inom talteorin en speciell egenskap hos Legendresymbolen som i vissa fall kan användas till att beräkna denna, men som framförallt har ett stort teoretiskt värde för att härleda ännu enklare metoder för denna beräkning.
Eulers kriterium säger att om p är ett udda primtal och a är ett heltal som inte är delbart med p så gäller:
{\displaystyle \left({\frac {a}{p}}\right)\equiv a^{\frac {p-1}{2}}\ \operatorname {mod} \ p}

## Bevis
Vi tecknar Legendresymbolen i detta bevis även som (a/p).
Antag först att (a/p) = 1. Då har enligt definitionen på Legendresymbolen kongruensen x2 ≡ a mod p en lösning. Kalla denna lösning x0. Nu gäller att:
{\displaystyle a^{\frac {p-1}{2}}\equiv (x_{0}^{2})^{\frac {p-1}{2}}\ \operatorname {mod} \ p}
{\displaystyle \equiv x_{0}^{p-1}\ \operatorname {mod} \ p}
{\displaystyle \equiv 1\ \operatorname {mod} \ p} (Fermats lilla sats ty p delar ej x0.)
{\displaystyle \equiv \left({\frac {a}{p}}\right)\operatorname {mod} \ p}
Antag sedan att (a/p) = -1.
För varje heltal i mellan 1 och p-1 finns ett unikt annat heltal j mellan 1 och p-1 så att ij ≡ a mod p, eftersom dessa linjära kongruenser alla är lösbara. Vidare kan i och j inte vara samma tal, eftersom då ij = i2 ≡ a mod p och a är en kvadratisk rest modulo p och vi får (a/p) = 1 som motsäger förutsättningen. Alltså kan heltalen mellan 1 och p-1 paras ihop till (p-1)/2 par som alla har produkten a modulo p. Om vi multiplicerar samman dessa heltal får vi:
{\displaystyle (p-1)!\equiv a^{\frac {p-1}{2}}\ \operatorname {mod} \ p}
vilket ger
{\displaystyle -1\equiv a^{\frac {p-1}{2}}\ \operatorname {mod} \ p} (Wilsons sats)
och
{\displaystyle \left({\frac {a}{p}}\right)\equiv a^{\frac {p-1}{2}}\ \operatorname {mod} \ p}
Satsen är härmed bevisad.